# Dumitru Cipere
Dumitru Cipere (* 22. Oktober 1957 in Drobeta Turnu Severin, Rumänien) ist ein ehemaliger rumänischer Boxer. Er gewann unter anderem eine Bronzemedaille im Bantamgewicht bei den Olympischen Spielen 1980 in Moskau.

## Boxkarriere
Dumitru Cipere begann im Alter von zwölf Jahren mit dem Boxen und war 15 Jahre Mitglied des rumänischen Nationalteams. Sein Trainer war Constantin Drăghici.
Er wurde 1975 Rumänischer Juniorenmeister und U20-Balkanmeister, zudem gewann er 1976 eine Bronzemedaille bei den Junioren-Europameisterschaften in Izmir.
Bei den Erwachsenen wurde er 1980, 1981 sowie 1982 Rumänischer Meister und gewann die Goldmedaille bei den Balkanmeisterschaften 1980 in Pernik.
Bei den Olympischen Spielen 1980 in Moskau besiegte er Mario Behrendt, Lucky Mutale, Ryszard Czerwiński und Samson Khachatryan, ehe er im Halbfinale umstritten mit 2:3 gegen Bernardo Piñango ausschied und Bronze gewann.
Eine weitere Bronzemedaille sicherte er sich bei den Europameisterschaften 1981 in Tampere, nachdem er im Halbfinale gegen Wiktor Miroschnytschenko unterlegen war. Diesem unterlag er auch im Viertelfinale der Weltmeisterschaften 1982 in München.
Nach seiner aktiven Karriere wurde er Boxtrainer beim CSM Severin.